# 분당경영고등학교
분당경영고등학교(盆唐經營高等學校)는 대한민국 경기도 성남시 분당구 금곡동에 있는 공립 고등학교이다.

## 학교 연혁
- 1994년 11월 1일 : 분당정보산업고등학교 설립 인가 (12학급)
- 1995년 3월 1일 : 초대 이완재 교장 취임, 교사 준공(1, 2, 3층)
- 1995년 3월 4일 : 개교, 신입생 입학식 624명(남 324명, 여 300명)
- 1998년 2월 13일 : 제1회 졸업식 473명 (남 222명, 여 251명)
- 1998년 12월 31일 : 체육관 준공(5층), 학교 건축 완공
- 1999년 2월 9일 : 학교 급식소 준공(198m2)
- 2003년 4월 1일 : 본관 준공
- 2003년 12월 30일 : 신관 5층 증축 완공
- 2007년 12월 27일 : 농구부 창단
- 2011년 7월 26일 : 경기도교육청 지정 특성화고
- 2013년 3월 1일 : 분당경영고등학교로 교명 변경
- 2024년 3월 1일 : 제9대 강구현 교장 취임
- 2025년 1월 10일 : 제 27회 졸업식(172명)
- 2025년 3월 4일 : 입학식(148명)

## 설치 학과
- 회계금융과
- 스마트경영과
- 인공지능개발과(2026년 신설) - 교육부 재구조화 사업 선정
- IT소프트웨어과(2029년 폐지)
- 스마트호텔관광과
- 그래픽디자인과

## 참고 자료
- 분당경영고등학교 - 한국교육학술정보원 학교알리미